# Barbara Drnač
Barbara "Barbra" Drnač, slovenska plesalka, koreografinja in televizijska voditeljica, * 11. marec 1961, Ljubljana
Ima lasten internetni plesni portal Parada plesa in istoimensko televizijsko oddajo.

## Študij
Diplomirala je iz slovenskega in srbohrvaškega jezika na Pedagoški akademiji (danes Pedagoška fakulteta v Ljubljani).
Je tudi diplomirana koreografinja s končano Akademijo za ples v Ljubljani, študirala je na katedri za jazz ples.

## Zasebno
Njen partner je raziskovalni novinar in urednik Bojan Požar.
Njena hči je Tereza Poljanič.

## Nagrade

### Strokovniviktorza najbolj elegantno medijsko osebnost
- 1993 - kot voditeljica oddaje Dance Session na Kanalu A[9]
- 1995 - za leto 1994 kot voditeljica oddaje Dance Session na Kanalu A[10]
- 1996 - za leto 1995[11]